# Iglesia de San Andrés Apóstol (Siena)
La iglesia de San Andrés Apóstol (en italiano: Chiesa di Sant'Andrea Apostolo) es una iglesia católica en el terzo de Camollia de Siena, Toscana, Italia, dedicada a San Andrés Apóstol. 

## Historia
La iglesia fue fundada en 1175 y ha sufrido varias reconstrucciones, incluida una importante reconstrucción en el siglo XVIII en la que se levantó la iglesia añadiendo pilastras, arcadas y bóvedas. El beato Alberto de Chiatina, más tarde arcipreste del Colle di Val d'Elsa, se convirtió en rector durante dos años de la iglesia a partir de 1262. Las restauraciones del siglo XX tuvieron como objetivo devolverle un aspecto medieval al campanario y al patio.

## Arquitectura
Tiene un campanario románico y la fachada tiene escaleras con balaustradas que descienden lateralmente en la entrada. 
A lo largo de la pared izquierda hay estatuas de bronce que representan a Santa Rita y el Bautismo de Cristo de Bruno Buracchini. El altar mayor tiene un políptico de la Coronación de la Virgen con los santos Pedro y Andrés (1445) de Giovanni di Paolo. A lo largo del lado derecho se encuentran los frescos del siglo XV atribuidos a Martino di Bartolomeo. Las vidrieras fueron completadas por Giorgio Quaroni y los lienzos del siglo XVIII son obra de Apollonio Nasini.

## Galería

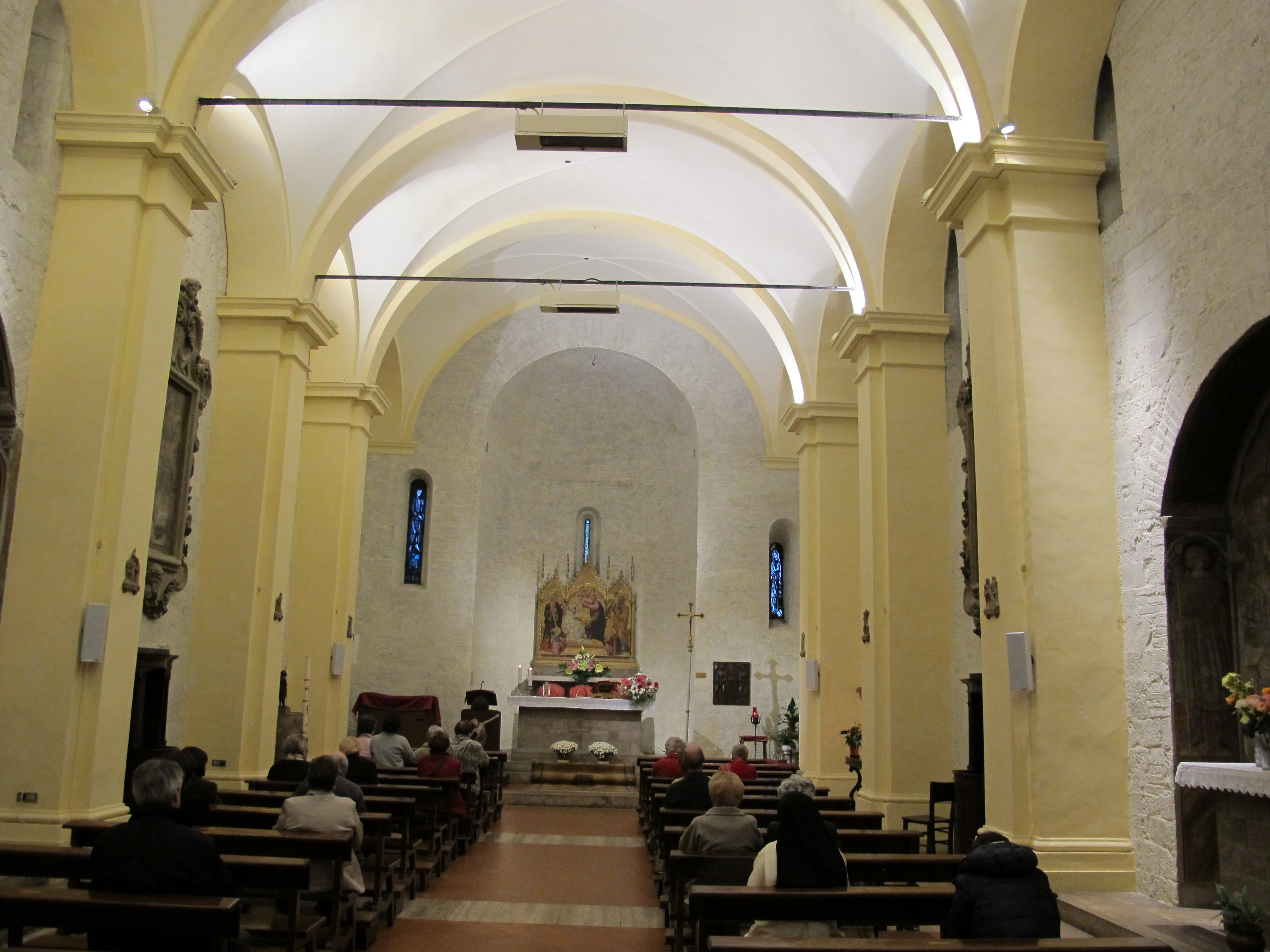
Interior de la iglesia
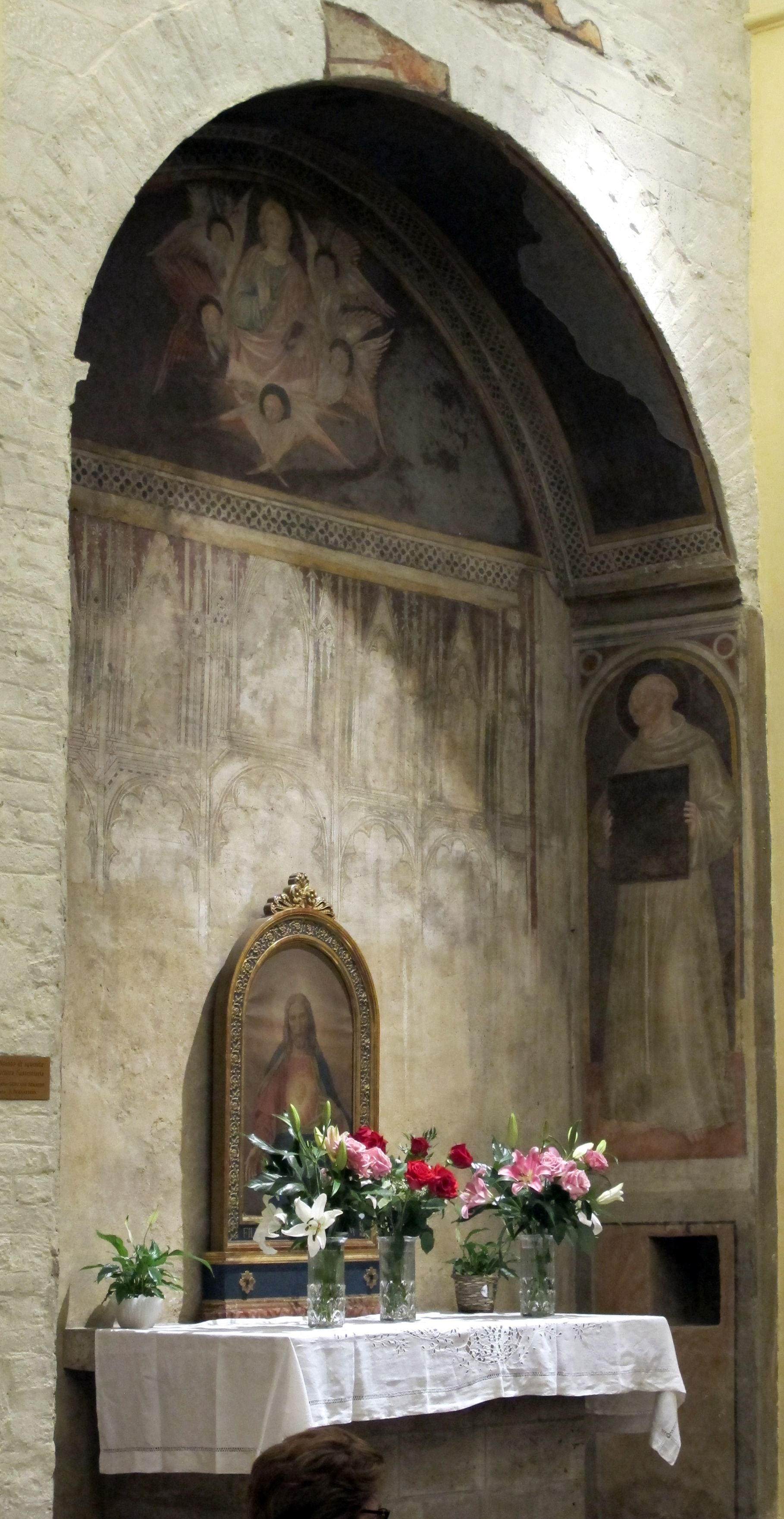
Frescos
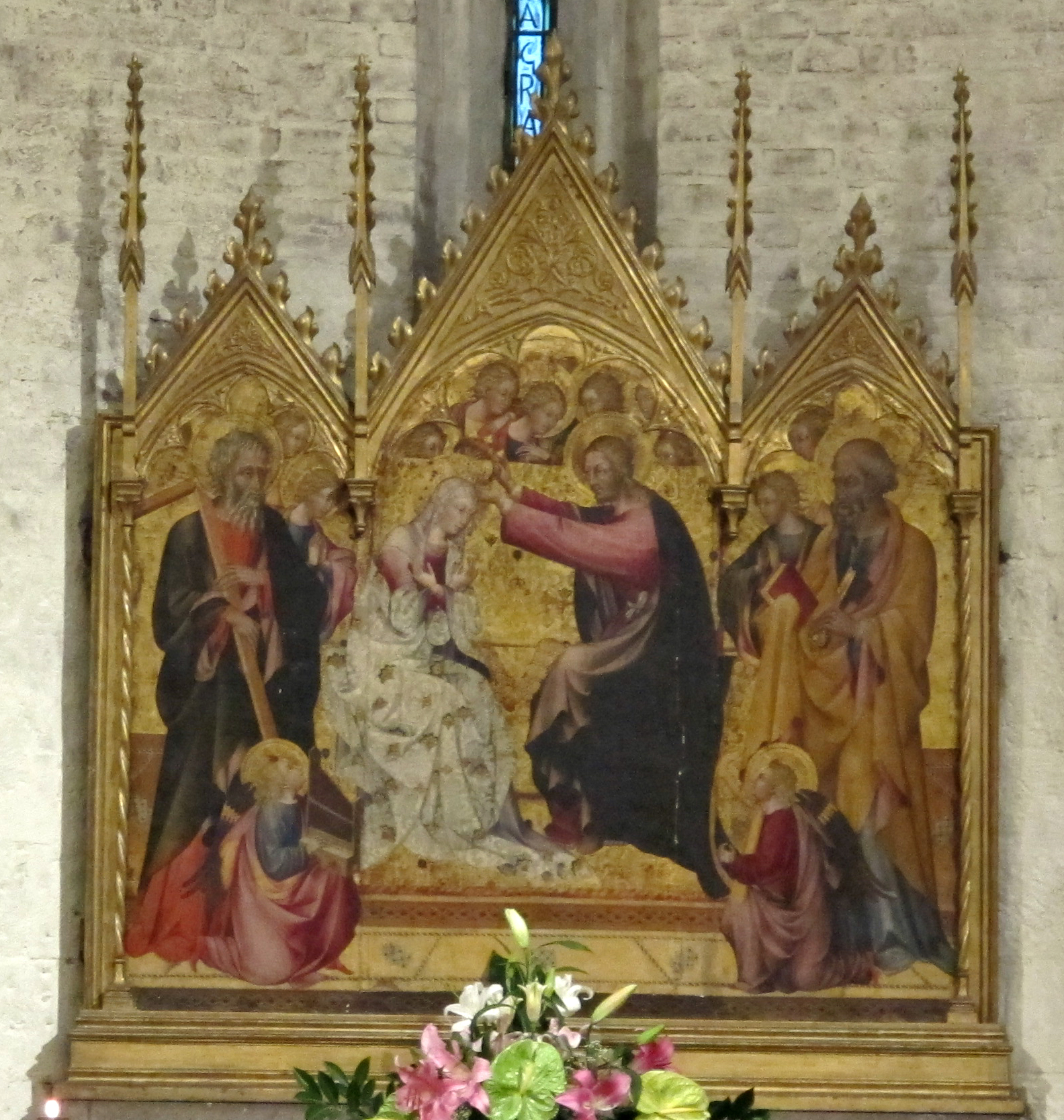
Coronación de la Virgen con los santos Pedro y Andrés (1445) de Giovanni di Paolo